# Альба (королівство)

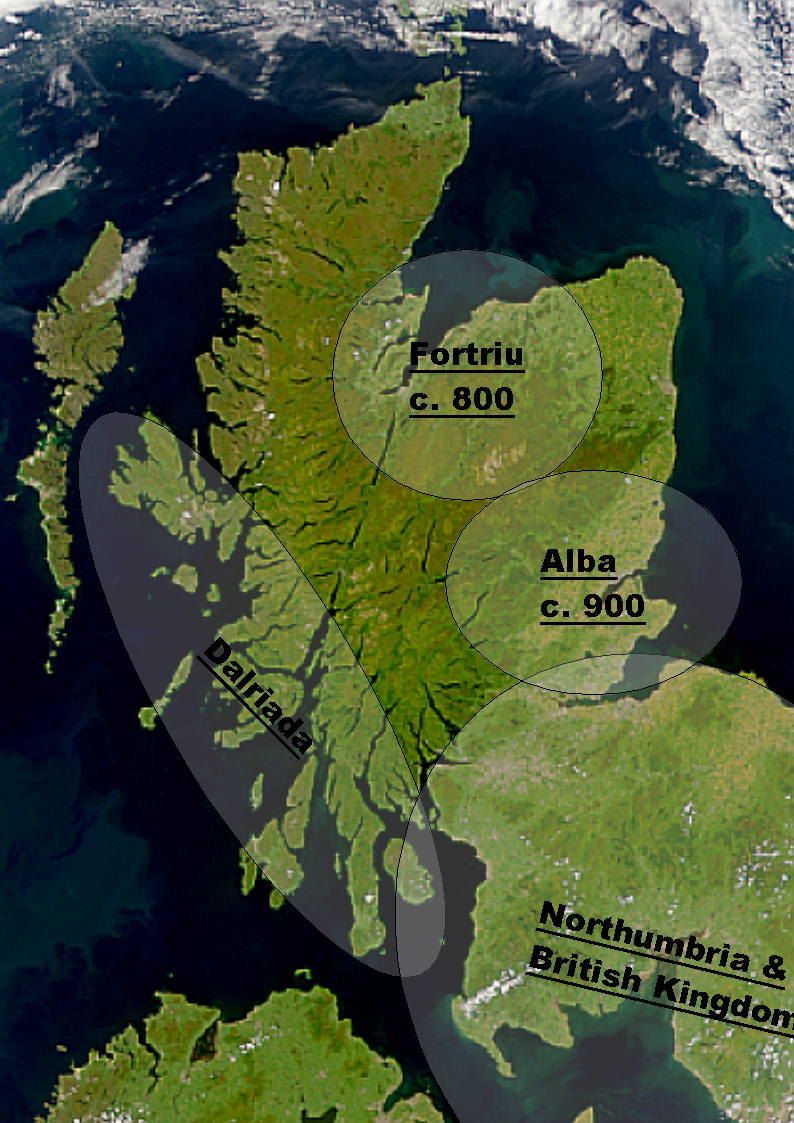
Карта, що показує приблизні території розташування королівств Фортріу (бл. 800) та Альба (бл. 900)

Альба — Алба, Албенех (ірл. Alba, Albanach) — давньоірландська назва території нинішньої Шотландії та королівства, що там розташовувалось.

## Населення
Королівство Альба було населене різними племенами, які ввійшли в історію під загальною назвою «пікти». Античні автори повідомляють про племена які населяли Альбу: каледонії, вакомаги, тедзали, венікони, епідії, креони, карнонаки, керени, деканти, смерти, луги, корнавії. Одні з цих племен мали кельтське походження, походження інших — незрозуміле. Античні автори називали Альбу словом Каледонія (назва незрозумілого походження, можливо кельтського, можливо ще доіндоєвропейського).

## Історія
Ірландські історичні перекази та легенди говорять про існування «королівства Альба» яке було під владою єдиного короля в період з 100 року до нової ери до 850 року нової ери. Історики сумніваються в існуванні «королівства Альба» в стародавні часи, проте історичним фактом є існування Королівства піктів у V — ІХ століттях, яке ірландці називали «королівство Альба». Згідно з давніми ірландськими переказами та легендами чимало подій пов'язаних з історією Ірландії, історією ірландських верховних королів відбувались в королівстві Альба. Верховні королі Ірландії одружувалися з принцесами Альби, багато ірландських королів та принців після усунення їх від влади повстанцями чи заколотниками знаходили притулок у королів Альби. В Альбі сини верховного короля Ірландії Еохайда Мугмедона навчалися військовому мистецтву. Чимало філідів Ірландії, зокрема Неде, вчилися в Альбі у тамтешніх мудреців та поетів. В ірландських скелах згадується мудрець і поет Альби Еоху Ехбел. Багато ірландських принців, перебуваючи у вигнанні (у своїх родичів — королів Альби) набирали там військо і повертались в Ірландію зі зброєю та армією повертати чи здобувати собі владу.
Під поняттям «Альба» у давній Ірландії розуміли всю територію нинішньої Шотландії на північ від валу Адріана та територій захоплених римлянами. Пізніше, коли скотти захопили частину Альби і утворили там королівство Дал Ріада, територія Альби суттєво зменшилась.
З Альби походила королева Ірландії Ехьне Імгел (Ейтне Імгел) (ірл. — Eithne Imgel) — мати верховного короля Ірландії Туатала Техтмара (80 — 100 роки правління), який майже все своє життя провів у вигнанні при дворі короля Альби і тільки на старість років відвоював трон за допомогою армії набраної в Альбі.
Чимало королів Ірландії здійснювали походи в Альбу з метою захопити території чи накласти данину на це королівство. Інколи це вдавалося. Так, повідомляється в ірландських літописах, що королівство Альба платило данину ірландцям у часи правління короля Ірландії на ймення Крімптан МакФідах (351—368 роки правління). Але Альба відмовилась платити данину і Крімптан МакФідах вирушив туди в похід, проте вимушений був повернутись назад, коли довідався, що в Ірландії проти нього почалось повстання.
Інколи в ірландських літописах повідомляється, що королі здійснювали походи «в Альпи». Очевидно, це помилка переписувача і мова йде не про гори Альпи, а про королівство Альба, бо інколи назва королівства писалась через «п» — «Альпа», «Алпа». Повідомляється, що король Ірландії Ніл Дев'яти Заручників відмовився брати заручників від королівства Альба. Але це повідомлення є сумнівним і, очевидно, є результатом редакції середньовічних переписувачів. Згідно з літописами під час походу в Альбу загинув верховний король Ірландії Нат І мак Фіахрах (395—418 роки правління) при штурмі фортеці, якою володів Парменій або Форменій.
У III—IV століття на територію королівства Альба переселились ірландські племена скоттів і утворили на заході Альби своє королівство Дал Ріада. Протистояння Цих королівств завершилося тим, що у 839 році король скоттів і королівства Дал Ріада — Кеннет МакАлпін захопив всю територію королівства Альба та майже повністю знищив населення цього королівства.